# Charles Wilson Cross
Charles Wilson Cross, né le 30 novembre 1872 à Madoc en Ontario et mort le 2 juin 1928 à Calgary en Alberta, était un homme politique canadien qui a été député à l'Assemblée législative de l'Alberta et à la Chambre des communes du Canada. Il a également été le premier procureur-général de l'Alberta.

## Biographie
Charles Wilson Cross est né le 30 novembre 1872 à Madoc en Ontario. Il a étudié à l'Upper Canada College et à l'Université de Toronto avant d'étudier le droit à l'Osgoode Hall Law School de l'Université York à Toronto. En 1897, il déménagea à Edmonton en Alberta où il pratiqua le droit. Lorsque l'idée de créer une ou plusieurs nouvelles provinces dans l'Ouest canadien circula, Charles Wilson Cross fut l'une des trois personnes choisies par le conseil municipal d'Edmonton pour se rendre à Ottawa afin de s'assurer que les intérêts d'Edmonton soient respectés.
Charles Wilson Cross était actif avec le Parti libéral du Canada. Lorsque la province de l'Alberta fut créée en 1905, il fut choisi par le premier-ministre Alexander Cameron Rutherford pour devenir le premier procureur-général de la province. Ainsi, il se présenta aux élections générales albertaines de 1905 pour la circonscription d'Edmonton (en) et fut élu.
Lors des élections de 1909, il fut réélu. Le 9 mars 1910, dans la foulée du scandale de l'Alberta and Great Waterways Railway (en), il démissionna de ses fonctions de procureur-général. En 1912, il fut à nouveau nommé procureur-général par Arthur Lewis Sifton, fonction qu'il occupa jusqu'en 1918 lorsqu'il fut renvoyé par Charles Stewart.
Lorsqu'il fut réélu lors élections provinciales de 1921, il devint l'un des deux seuls vétérans de la première législature, avec John Robert Boyle (en), à être toujours député.
En mai 1925, il démissionna comme député de l'Assemblée législative de l'Alberta pour se présenter aux élections fédérales canadiennes de 1925 dans la circonscription d'Athabaska où il fut élu. Il ne fut pas réélu lors des élections fédérales de 1926.
Il meurt d'une crise cardiaque le 2 juin 1928 à Calgary en Alberta.

## Résultats électoraux
| Parti politique                                                               | Candidat                                                | Votes                                                   | %                                                       |
| Élections générales albertaines de 1905 (Edmonton (en))                       | Élections générales albertaines de 1905 (Edmonton (en)) | Élections générales albertaines de 1905 (Edmonton (en)) | Élections générales albertaines de 1905 (Edmonton (en)) |
| ----------------------------------------------------------------------------- | ------------------------------------------------------- | ------------------------------------------------------- | ------------------------------------------------------- |
| Libéral                                                                       | Charles Wilson Cross                                    | 1 209                                                   | 70,09 %                                                 |
| Conservateur                                                                  | William Antrobus Griesbach (en)                         | 516                                                     | 29,91 %                                                 |
| Élections générales albertaines de 1909 (Edmonton (en)) (deux candidats élus) |                                                         |                                                         |                                                         |
| Libéral                                                                       | Charles Wilson Cross                                    | 3 282                                                   | 40,01 %                                                 |
| Libéral                                                                       | John Alexander McDougall (en)                           | 2 977                                                   | 36,30 %                                                 |
| Conservateur                                                                  | Albert Ewing (en)                                       | 1 595                                                   | 19,45 5                                                 |
| Indépendant                                                                   | John Gailbraith                                         | 348                                                     | 4,24 %                                                  |
| Élection partielle de 1912 (Edmonton (en))                                    |                                                         |                                                         |                                                         |
| Libéral                                                                       | Charles Wilson Cross                                    | 1 802                                                   | 48,47 %                                                 |
| Conservateur                                                                  | Albert Ewing (en)                                       | 1 733                                                   | 46,61 %                                                 |
| Socialiste (en)                                                               | J. R. Knight                                            | 183                                                     | 4,92 %                                                  |
| Élections générales albertaines de 1913 (Edmonton (en)) (deux candidats élus) |                                                         |                                                         |                                                         |
| Libéral                                                                       | Charles Wilson Cross                                    | 5 407                                                   | 27,83 %                                                 |
| Conservateur                                                                  | Albert Ewing (en)                                       | 5 107                                                   | 26,29 %                                                 |
| Libéral                                                                       | Alexander Grant MacKay (en)                             | 4 913                                                   | 25,29 %                                                 |
| Conservateur                                                                  | William Antrobus Griesbach (en)                         | 4 499                                                   | 23,16 %                                                 |
| Indépendant                                                                   | J. D. Blayney                                           | 643                                                     | 3,31 %                                                  |
| Élections générales albertaines de 1913 (Edson (en))                          |                                                         |                                                         |                                                         |
| Libéral                                                                       | Charles Wilson Cross                                    | 671                                                     | 51,03 %                                                 |
| Conservateur                                                                  | H. H. Verge                                             | 644                                                     | 48,97 %                                                 |
| Élections générales albertaines de 1917 (Edson (en))                          |                                                         |                                                         |                                                         |
| Libéral                                                                       | Charles Wilson Cross                                    | 1 116                                                   | 62,91 %                                                 |
| Conservateur                                                                  | J. R. McIntosh                                          | 455                                                     | 25,65 %                                                 |
| Socialiste (en)                                                               | John Reid                                               | 203                                                     | 11,44 %                                                 |
| Élections générales albertaines de 1921 (Edson (en))                          |                                                         |                                                         |                                                         |
| Libéral                                                                       | Charles Wilson Cross                                    | 1 321                                                   | 57,94 %                                                 |
| Travailliste                                                                  | John Diamond                                            | 959                                                     | 42,06 %                                                 |
| Élections fédérales canadiennes de 1925 (Athabaska)                           |                                                         |                                                         |                                                         |
| Libéral                                                                       | Charles Wilson Cross                                    | 5 078                                                   |                                                         |
| Progressiste                                                                  | Donald Ferdinand Kellner (en)                           | 3 648                                                   |                                                         |
| Conservateur                                                                  | Charles Jenry Gauvreau                                  | 643                                                     |                                                         |
| Élections fédérales canadiennes de 1926 (Athabaska)                           |                                                         |                                                         |                                                         |
| United Farmers of Alberta                                                     | Donald Ferdinand Kellner (en)                           | 4 870                                                   | 63,74 %                                                 |
| Libéral                                                                       | Charles Wilson Cross                                    | 2 770                                                   | 36,26 %                                                 |